# Šuja
Šuja is een Slowaakse gemeente in de regio Žilina, en maakt deel uit van het district Žilina.
Šuja telt 313 inwoners.